# Henry Fairfield Osborn
Pour les articles homonymes, voir Osborn.
Henry Fairfield Osborn est un  paléontologue, spécialiste des mammifères fossiles, né le 8 août 1857 à Fairfield dans le Connecticut et mort le 6 novembre 1935 à New York. Il est principalement connu pour avoir décrit les célèbres dinosaures théropodes que sont Tyrannosaurus en 1905 et Velociraptor en 1924. Il est aussi connu pour ses nombreux travaux concernant d'imposants mammifères datant du Cénozoïque d'Asie que sont Andrewsarchus et Paraceratherium.

## Biographie
Il commence ses études d’abord à New York puis au College of New Jersey (connu aujourd’hui sous le nom de l’université de Princeton) jusqu’en 1877. En 1879-1880, il passe une année à l’université de Cambridge où il suit les cours d’anatomie comparée de Thomas Henry Huxley (1825-1895) et d’embryologie de Francis Maitland Balfour (1851-1882). Il obtient en 1881, un doctorat de science  à Princeton.
Il ne montre toutefois aucune inclination pour les sciences durant sa jeunesse. C’est la rencontre avec James McCosh (1811-1894) et surtout avec le professeur de géologie Arnold Henry Guyot (1807-1884) qui l’oriente vers les sciences.
Il participe en 1877, à un voyage dans le Wyoming avec William Berryman Scott (1858-1947) et Francis Speir Jr. (?-1925), tous trois étudiants de Guyot, pour y étudier les fossiles de l’éocène. L’année suivante, ils repartent pour une nouvelle expédition dans la même région.
Jusqu’en 1890, il enseigne les sciences naturelles et l’anatomie comparée à Princeton. De 1891 à 1910, il enseigne la zoologie à l’université Columbia et en devient le doyen.
De 1891 à 1908, il est le créateur, le conservateur, puis le conservateur honoraire, du département de paléontologie des vertébrés à l’American Museum of Natural History de New York.
Il dirige la New York Zoological Society de 1909 à 1924. Il est président de l’American Association for the Advancement of Science en 1928 et président de l’American Museum of Natural History de 1908 à 1933. Il est lauréat de la médaille Darwin en 1918 et de la médaille Daniel Giraud Elliot en 1929. Henry Fairfield Osborn est devenu membre étranger de la Royal Society le 29 avril 1926.
Auteur prolifique, il publie au cours de sa vie près de 950 articles, livres et monographies, totalisant plus 12 000 pages imprimés. Il œuvre à la vulgarisation de la paléontologie et certains de ses livres ont été traduits en français, en allemand, en russe et en japonais.
C’est lui qui découvre et nomme les fameux Tyrannosaurus rex en 1905 et Velociraptor en 1924.
Son fils est le naturaliste Henry Fairfield Osborn, Jr, connu pour son livre La Planète au pillage.

## Taxons décrits
- Synapsida, 1903

- Diapsida, 1903

- Albertosaurus, 1905
  - Albertosaurus sarcophagus, 1905

- Ankylosauria, 1923

- Asiatosaurus, 1924

- Oviraptor, 1924
  - Oviraptor philoceratops, 1924

- Pentaceratops, 1923
  - Pentaceratops sternbergii, 1923

- Psittacosauridae, 1923
  - Psittacosaurus, 1923
    - Psittacosaurus mongoliensis, 1923

- Struthiomimus, 1916
  - Struthiomimus altus (recombinaison de Ornithomimus altus), 1916

- Tyrannosauridae, 1906
  - Tyrannosaurus, 1905
    - Tyrannosaurus rex, 1905

- Velociraptor, 1924
  - Velociraptor mongoliensis, 1924